# Emilio Rosenblueth (Künstler)

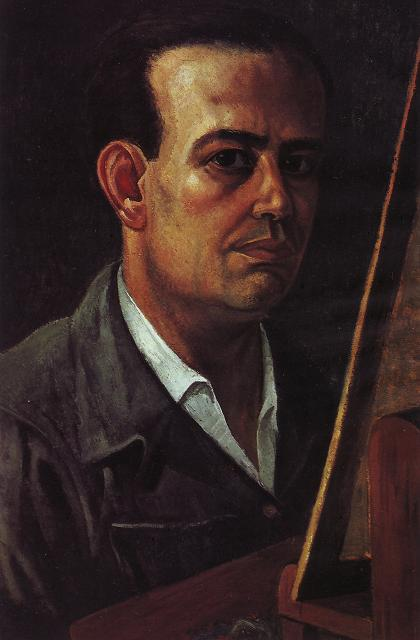
Selbstporträt von Emilio Rosenblueth

Emilio Rosenblueth Stearns (* 23. Juli 1896 in Ciudad Juárez; † 24. Januar 1945 in Mexiko-Stadt) war ein mexikanischer Maler und Zeichner. Seine Werke werden zu einem großen Teil in der Pinakothek in Colima ausgestellt.

## Leben
Emilio Rosenblueth wurde 1896 in Mexiko geboren. Sein Vater, Julio Rosenblueth Gutman (1863–1934), geboren in Kisvárda, war ein jüdisch-ungarischer Einwanderer; seine Mutter, María Augusta Stearns, war von irisch-mexikanischer Herkunft. Einer von Emilios sieben Geschwistern war der Physiologe Arturo Rosenblueth.
Nachdem Emilio Rosenblueth 1918 sein Studium abgeschlossen hatte, arbeitete er zwei Jahre lang in einem Bekleidungsgeschäft in Monterrey, das seinem Vater gehörte. 1920 wechselte er ins Brauereigewerbe. Er begann als Verteiler und Verkäufer der Brauerei Cuauhtémoc, zuerst in Monterrey, später in Mexico-Stadt, und erhielt Stellen in der Direktion. 1942 verließ er Cuauthémoc und wurde Geschäftsführer der Cervecería Modelo.
Wohl hat Rosenblueth als Kind Malunterricht erhalten, begann aber erst wieder mit 40 Jahren mit der Malerei. In den wenigen verbleibenden Jahren seines Lebens schuf er dennoch mehr als 300 Ölgemälde, Hunderte Zeichnungen sowie weitere Gemälde. Seine Werke wurden 1941 in einer monographischen Ausstellung in der Galería de Arte Mexicano gezeigt.

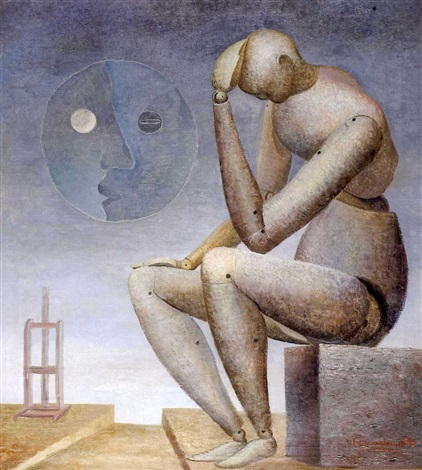
El pensador („Der Denker“) von 1939

Rosenblueth war mit Charlotte Deutsch Kleinman (1899–1977) verheiratet, deren Familie aus Ungarn nach Mexiko ausgewandert war, als sie zwei Jahre alt war. Mit ihr lebte er in der Colonia Condesa. Sie hatten einen gemeinsamen Sohn, den Ingenieur Emilio Rosenblueth.
1945 starb Rosenblueth im Alter von 49 Jahren.

## Werke
- El pensador, 1939
- Bodegón con perro, 1941